# Acrocephalidae
Gli Acrocefalidi (Acrocephalidae Salvin, 1882) sono una famiglia di uccelli dell'ordine Passeriformes.

## Tassonomia
La famiglia comprende 61 specie in 6 generi:
- Nesillas Oberholser, 1899 (6 specie)
- Acrocephalus J.A. Naumann & J.F. Naumann, 1811 (43 spp.)
- Arundinax Blyth, 1845 (1 sp.)
- Iduna Keyserling & Blasius, 1840 (6 spp.)
- Calamonastides C.H.B. Grant & Mackworth-Praed, 1940 (1 sp.)
- Hippolais Conrad von Baldenstein, 1827 (4 spp.)